# Zak Whitbread
Zak Benjamin Whitbread (Houston, 10 gennaio 1984) è un ex calciatore statunitense, di ruolo difensore.

## Biografia
Suo padre Barry è stato un calciatore ed allenatore professionista.

## Carriera

### Nazionale
Ha partecipato ai Mondiali Under-20 del 2003.